# 愛麗花
愛麗花（日語：アグネスフローラ），是日本純種競賽馬匹。生涯活躍於一哩至中距離賽事，曾於1990年勝出櫻花賞並於同年當選最佳4歲雌馬。

## 出賽前
1987年出身於北海道三石町（今新日高町）折手牧場，出生後直接歸其母系之馬主渡邊孝男擁有。
其後交由栗東訓練中心練馬師長濱博之訓練。

## 競賽生涯

### 3歲（現2歲）
1989年12月9日出戰阪神競馬場2歲新馬戰，由河內洋策騎。比賽開始後，其搶佔位置進行領放，並於直路不減勢頭地爆發出末腳，最終以於短途賽事中極爲恐怖的10馬位優勢率先衝線奪得首勝。

### 4歲（現3歲）
1990年首戰爲條件戰若菜賞，於其中一放到底並再次爆發末腳領先3馬位取勝。
2月4日出戰妖精錦標，雖然面對大爛地的賽道，但其仍然可以於比賽初段保持自身於先頭位置，並於通過第二彎道後取得先機。最終其於直路上繼續加速保持速度下成功奪得三連勝。
其後出戰櫻花賞前哨戰鬱金香賞，比賽途中處於中團靠前位置推進，並於比賽進行時逐步爬升。進入直路後，其隨即加速衝刺並再次爆發出驚人的末腳，最終以1 1/2馬位優勢壓過第二的Kelly Bag獲得四連勝。
在4月8日出戰櫻花賞，以2.2倍獨贏賠率獲得第一人氣。比賽開始後，由於前方的Cosmo Idol及Sakura Saezuri相繼衝出搶佔先頭位置，因而比賽變成頭800米45.9秒的較快步速。面對此局面，愛麗花選擇於中團位置推進，並於通過第一彎道時跟隨節奏爬升至第五。進入直路後，領放馬Cosmo Idol及Sakura Saezuri因比賽初段的快步速而失速，同時Sweet Mithuna及Legacy Wice發生騎師落馬事故，組成先頭馬匹的混亂。此時愛麗花把握機會開始於外檔位置加速，並於最後200秒成功超越處於前方的Kelly Bag，最終以1 1/4馬位優勢奪得首個一級賽冠軍，亦成功達成母女經典賽制霸。
其後出戰優駿牝馬（日本橡樹大賽），以成爲計Kurifuji及Yamaichi後第二對母女制霸爲目標。雖然賽前馬迷因其父系血統對其2400米適性有所懷疑，但仍然以2.5倍獨贏賠率成爲第一人氣。比賽開始後，前方由Towa Ruby快放並做出前1000米58.6秒的超快步速，愛麗花則再次於中團位置追走，並於通過最後彎道後經已爬升至第五的位置。進入直路後，其繼續保持速度衝刺，可惜於最後100米時被跑出全場最快末腳的後上馬Eishin Sunny超越，最終被拉開3/4馬位下獲得亞軍。
賽後經醫療團隊檢查發現其左前腳骨折，隨即進入休養治療，並計劃以雌馬三冠尾關女皇伊利沙伯二世盃爲目標。然而其後被發現患有肌腱炎，經判斷後確定無法康復，最終陣營決定安排其退役。
年末，由於其以連勝姿態奪得櫻花賞冠軍及於優駿牝馬的優秀表現，以122票當選最佳4歲雌馬。

### 詳細賽績
| 日期      | 舉辦國家 | 馬場 | 距離   | 級別 | 賽事名稱 | 負重 | 騎師   | 馬號 | 出馬 | 名次 | 時間   | 頭馬（二馬）     |
| --------- | -------- | ---- | ------ | ---- | -------- | ---- | ------ | ---- | ---- | ---- | ------ | ---------------- |
| 9/12/1989 | 日本     | 阪神 | 草1200 |      | 3歲新馬  | 53   | 河內洋 | 4    | 8    | 1    | 1:10.1 | （Lead Classic） |
| 15/1/1990 | 日本     | 京都 | 草1400 |      | 若菜賞   | 53   | 河內洋 | 7    | 14   | 1    | 1:23.3 | （Golden Hour）  |
| 4/2/1990  | 日本     | 阪神 | 草1600 | OP   | 妖精錦標 | 53   | 河內洋 | 6    | 10   | 1    | 1:37.0 | （Coniston）     |
| 11/3/1990 | 日本     | 阪神 | 草1600 | OP   | 鬱金香賞 | 54   | 河內洋 | 5    | 10   | 1    | 1:36.4 | （Kelly Bag）    |
| 8/4/1990  | 日本     | 阪神 | 草1600 | GI   | 櫻花賞   | 55   | 河內洋 | 9    | 18   | 1    | 1:37.1 | （Kelly Bag）    |
| 20/5/1990 | 日本     | 東京 | 草2400 | GI   | 優駿牝馬 | 55   | 河內洋 | 20   | 20   | 2    | 2:26.2 | Eishin Sunny     |

## 退役後
退役後，愛麗花成爲了繁殖雌馬，於北海道千歲市社台牧場休養，在1992年進行配種，首匹子嗣Agnes Takao於1993年出生，可於1995年出賽。1996年5月12日經已於中央的未勝利戰取勝。2000年5月6日，愛麗航程在京都新聞盃取勝，成爲首匹勝出分級賽的子嗣。5月28日，愛麗航程於東京優駿（日本打吡）取勝，成爲首匹勝出一級賽的愛麗花子嗣，亦成功達成祖孫三代經典賽制霸。2001年4月15日，愛麗速子更成功以無敗姿態勝出皋月賞，達成一代成就。
2005年，其於產出第八匹子嗣Agnes Freedom後被診斷出患有蹄葉炎，雖然醫療團隊積極治療，但最終仍於8月8日因病情惡化死亡，享年18歲。

### 主要子嗣

#### 一級賽優勝子嗣
粗體字為一級賽
1997年生
- 愛麗航程（京都新聞盃、東京優駿）

1998年生
- 愛麗速子（短波電台盃三歲錦標、彌生賞、皋月賞）

### 詳細繁殖資料
| 數目   | 馬名             | 出生年 | 性別 | 父系     | 練馬師                                         | 馬主     | 戰績                                                 |
| ------ | ---------------- | ------ | ---- | -------- | ---------------------------------------------- | -------- | ---------------------------------------------------- |
| 第一匹 | Agnes Takao      | 1993   | 雄   | 週日寧靜 | 栗東・濱田光正 →美浦・小島太                   | 渡邊孝男 | 18戰3冠2亞0季（退役）                                |
|        | （受胎失敗）     |        |      | 北方風味 |                                                |          |                                                      |
| 第二匹 | Agnes Seven O    | 1995   | 雄   | 東來兵   | 栗東・長濱博之                                 | 渡邊孝男 | （未出戰）                                           |
| 第三匹 | Agnes Selene     | 1996   | 雌   | 東來兵   | 栗東・長濱博之                                 | 渡邊孝男 | 1戰0冠0亞0季（退役・繁殖）                           |
| 第四匹 | 愛麗航程         | 1997   | 雄   | 週日寧靜 | 栗東・長濱博之                                 | 渡邊孝男 | 14戰4冠2亞0季（退役・種馬） 分級賽2勝、內含一級賽1勝 |
| 第五匹 | 愛麗速子         | 1998   | 雄   | 週日寧靜 | 栗東・長濱博之                                 | 渡邊孝男 | 4戰4冠0亞0季（退役・種馬） 分級賽3勝、內含一級賽1勝  |
| 第六匹 | Agnes Proton     | 1999   | 雄   | 喜利是路 | 栗東・長濱博之                                 | 渡邊孝男 | 36戰2冠3亞2季（退役）                                |
|        | （無血統書登記） | 2000   | 雄   | 喜利是路 |                                                |          |                                                      |
|        | （未配種）       |        |      |          |                                                |          |                                                      |
|        | （受胎失敗）     |        |      | 週日寧靜 |                                                |          |                                                      |
| 第七匹 | Agnes Surgeon    | 2003   | 雄   | 週日寧靜 | 栗東・藤岡健一 →栗東・大根田裕之               | 渡邊孝男 | 4戰1冠0亞0季（退役）                                 |
|        | （受胎失敗）     |        |      | 夜舞     |                                                |          |                                                      |
| 第八匹 | Agnes Freedom    | 2005   | 雄   | 夜舞     | 栗東・長濱博之 →姬路・田中道夫 →栗東・長濱博之 | 渡邊孝男 | 40戰3冠3亞4季（退役）                                |

## 血統簡介
父系Royal Ski爲美國賽駒，生涯戰績優秀，曾勝出一級賽桂冠未來錦標。祖父Raja Baba亦爲美國賽駒，生涯戰績不俗，曾於當地賽事多次跑獲三甲的戰績。
母系Agnes Lady爲日本賽駒，生涯戰績優秀，曾於1979年勝出當時仍爲公開賽的優駿牝馬。外祖父Remand爲英國賽駒，生涯戰績優秀，出戰十場賽事勝出七場。

### 血統表
| 父線：勇者帝王系（Nasrullah系）    |                              |              |                 |
| 種馬 Royal Ski 1974年（栗色）      | Raja Baba 1968年（棗色）     | 勇者帝王     | Nasrullah       |
| 種馬 Royal Ski 1974年（栗色）      | Raja Baba 1968年（棗色）     | 勇者帝王     | Miss Disco      |
| 種馬 Royal Ski 1974年（栗色）      | Raja Baba 1968年（棗色）     | Missy Baba   | My Babu         |
| 種馬 Royal Ski 1974年（栗色）      | Raja Baba 1968年（棗色）     | Missy Baba   | Uvira           |
| 種馬 Royal Ski 1974年（栗色）      | Coz Onijinsky 1969年（栗色） | Involvement  | Intent          |
| 種馬 Royal Ski 1974年（栗色）      | Coz Onijinsky 1969年（栗色） | Involvement  | Lea Lane        |
| 種馬 Royal Ski 1974年（栗色）      | Coz Onijinsky 1969年（栗色） | Gleam        | Tournoi         |
| 種馬 Royal Ski 1974年（栗色）      | Coz Onijinsky 1969年（栗色） | Gleam        | Flaring Top     |
| 繁殖雌馬 Agens Lady 1976年（棗色） | Remand 1965年（栗色）        | Alcide       | Alycidon        |
| 繁殖雌馬 Agens Lady 1976年（棗色） | Remand 1965年（栗色）        | Alcide       | Chenille        |
| 繁殖雌馬 Agens Lady 1976年（棗色） | Remand 1965年（栗色）        | Admonish     | Palestine       |
| 繁殖雌馬 Agens Lady 1976年（棗色） | Remand 1965年（栗色）        | Admonish     | Warning         |
| 繁殖雌馬 Agens Lady 1976年（棗色） | Ikoma Eikan 1967年（棗色）   | Sallymount   | Tudor Minstrel  |
| 繁殖雌馬 Agens Lady 1976年（棗色） | Ikoma Eikan 1967年（棗色）   | Sallymount   | Queen of Shiraz |
| 繁殖雌馬 Agens Lady 1976年（棗色） | Ikoma Eikan 1967年（棗色）   | Heatherlands | Tenerani        |
| 繁殖雌馬 Agens Lady 1976年（棗色） | Ikoma Eikan 1967年（棗色）   | Heatherlands | Dark Brocade    |
| 雌系：號族：1-l                    |                              |              |                 |
| 五代內近親交配：Nasrullah 4×5      |                              |              |                 |

## 命名由來
名字中，Agnes（アグネス）是馬主渡邊孝男的冠名，出自其千金喜愛的著名華人歌星陳美齡的英文名字，香港取音譯，將其翻譯為「愛麗」；Flora（フローラ）意思就是「花卉」。

## 外部連結
- 愛麗花 netkeiba.com （页面存档备份，存于）
- 血統表 （页面存档备份，存于）